# فيكتور أ. غانغلين
فيكتور أ. غانغلين (بالإنجليزية: Victor A. Gangelin)‏ هو مصمم إنتاجي أمريكي، ولد في 4 مارس 1899 في ميلواكي في الولايات المتحدة، وتوفي في 2 أبريل 1967 في لوس أنجلوس في الولايات المتحدة.

## وصلات خارجية
- فيكتور أ. غانغلين على موقع IMDb (الإنجليزية)
- فيكتور أ. غانغلين على موقع ألو سيني (الفرنسية)
- فيكتور أ. غانغلين على موقع أول موفي (الإنجليزية)
- فيكتور أ. غانغلين على موقع قاعدة بيانات الأفلام السويدية (السويدية)
- فيكتور أ. غانغلين على موقع قاعدة بيانات الفيلم (الإنجليزية)
- فيكتور أ. غانغلين على موقع كينوبويسك (الروسية)